# Orville (Pas-de-Calais)
Orville is een gemeente in het Franse departement Pas-de-Calais (regio Hauts-de-France) en telt 330 inwoners (2005). De plaats maakt deel uit van het arrondissement Arras.

## Geografie
De oppervlakte van Orville bedraagt 12,0 km², de bevolkingsdichtheid is 27,5 inwoners per km².
De onderstaande kaart toont de ligging van Orville (Pas-de-Calais) met de belangrijkste infrastructuur en aangrenzende gemeenten.

## Demografie
Onderstaande figuur toont het verloop van het inwonertal (bron: INSEE-tellingen).

## Geschiedenis
Begin 20e eeuw werd Orville bewoond door meer dan 1000 mensen, onder wie meer dan 500 Belgische arbeiders die daarheen gekomen waren om te werken in fosfaatmijnen. De ontdekking van fosfaat in Orville kan worden vergeleken met de goudkoorts in het westen van Amerika. Er waren wel 30 plekken waar fosfaatrijk zand uit de grond werd gehaald. De fosfaatmijnen, die in 1887 ontdekt werden, zijn in gebruik gebleven tot het begin van de 20e eeuw. Toen werd betere en goedkopere fosfaat geïmporteerd uit Marokko en Tunesië. Zandwinning in Orville liep nog door tot in de jaren 1970. Tegenwoordig heet die plek "de tafelberg van Orville" en wordt hij gebruikt als een internationaal bekende locatie om kleiduiven te schieten.